# Bandy aux Jeux olympiques
Pour les articles homonymes, voir Bandy (homonymie).

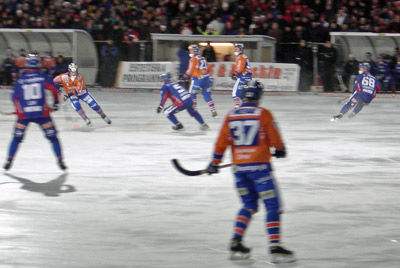

Le bandy ne fut jamais considéré comme sport olympique, mais a été sport de démonstration à l'occasion des Jeux olympiques d'hiver de 1952 à Oslo. Cela permit au monde du bandy d'évoluer et la création de la Fédération internationale de bandy en 1955. Depuis, cette fédération essaie d'amener ce sport aux olympiades, en vain. La fédération a tout de même reçu un certificat olympique.

## Évènements
D = sport de démonstration, H = Hommes, F = Femmes
| Épreuve | 1952 | 1956 | 1960 | 1964 | 1968 | 1972 | 1976 | 1980 | 1984 | 1988 | 1992 | 1994 | 1998 | 2002 | 2006 | 2010 | 2014 | 2018 |
| ------- | ---- | ---- | ---- | ---- | ---- | ---- | ---- | ---- | ---- | ---- | ---- | ---- | ---- | ---- | ---- | ---- | ---- | ---- |
| H       | D    |      |      |      |      |      |      |      |      |      |      |      |      |      |      |      |      |      |

## Jeux asiatiques d'hiver 2011
Le bandy a été intégré au programme des Jeux asiatiques d'hiver de 2011 à Almaty, au Kazakhstan.
Le Kazakhstan a remporté la médaille d'or contre la Mongolie (16-2) lors de la finale qui s'est déroulée le 6 février au stade de Medeo. Le Kirghizistan a obtenu la médaille de bronze. Le capitaine Kazakh Rauan Isaliyev a marqué le plus grand nombre de buts lors du tournoi. Il joue dans l'équipe de Oral FC Akzhayik.
Les organisateurs des Jeux asiatiques d'hiver de 2017 prévoient également d'intégrer le bandy dans la compétition.